# Crnogorska banka
Crnogorska banka prvi je novčani zavod u Crnoj Gori, osnovan 1906. godine, nalazila se u privatnoj stambenoj kući Miloša Lepetića, građevinara iz Dalmacije. Kasnije je kuća adaptirana, otkupljena i preuređena, podignuta za jedan sprat i prilagođena potrebama banke. Do skora je bila sedište Centralne banke Crne Gore. Zgrada se danas nalazi u Njegoševoj ulici, preko puta Ministarstva kulture i Zavoda za zaštitu spomenika. Izgrađena je u polutesanome kamenu. Ima izgled tipičnih primorskih vlastelinskih kuća Dalmacije.